# Единая медицинская информационно-аналитическая система

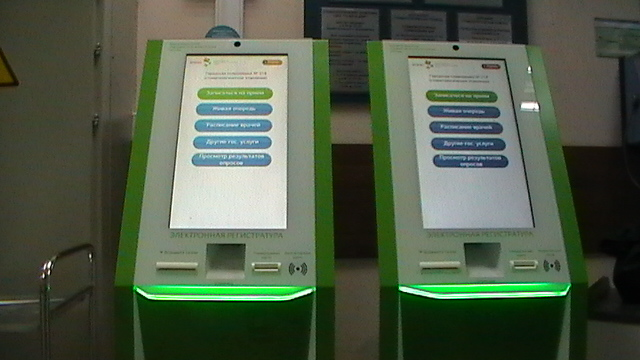
Электронная регистратура

Единая медицинская информационно-аналитическая система (ЕМИАС) города Москвы разработана для повышения качества и доступности медицинской помощи в государственных учреждениях здравоохранения.
Проект разработан и реализуется Департаментом информационных технологий города Москвы совместно с Департаментом здравоохранения города Москвы в рамках программы «Информационный город». К 2015 году к ЕМИАС подключены 660 государственных учреждений здравоохранения: городские поликлиники (детские и взрослые), женские консультации и стоматологии. В системе работает более 23 тысяч медицинских работников. Кроме того, ведутся работы по организации информационного взаимодействия между амбулаторно-поликлиническим звеном и стационарами с использованием ЕМИАС. ЕМИАС является региональным сегментом Единой государственной информационной системы в здравоохранении.
Внедрение ЕМИАС реализуется в несколько этапов, первым из которых является переход на «электронную регистратуру», позволяющую удалённо записываться на приём к врачу, перенести прием и запись без предварительной отмены, найти ближайшую поликлинику по месту проживания и многое другое. Вторым этапом внедрения является разработка сервисов для сбора и систематизации истории болезней граждан, а также для выписывания электронных рецептов.
Система позволяет:
- управлять потоками пациентов (СУПП);
- выписывать электронные рецепты;
- вести консолидированный управленческий учёт, а также персонифицированный учёт медицинской помощи.

При этом система содержит интегрированную амбулаторную медицинскую карту.
Помимо этого, система содержит информацию о загруженности медицинских учреждений и востребованности врачей и позволяет управлять медицинскими регистрами, решая медико-организационные задачи применительно к различным категориям граждан, имеющих определённые заболевания.

## История
В октябре 2011 года Департаментом информационных технологий города Москвы совместно с Департаментом здравоохранения города Москвы в рамках программы «Информационный город» была поставлена задача разработать ЕМИАС, создать систему, предназначенную для управления потоками пациентов (СУПП).
В начале 2012 года проект прошел техническое тестирование в 10 московских медучреждениях. После успешных испытаний он начал внедряться по всему городу. Для установки этих систем во многих поликлиниках была проложена коммуникационная и инженерная сеть, установлены розетки и сетевые порты. До конца 2012 года СУПП ЕМИАС появился в 112 пилотных лечебно-профилактических медицинских учреждениях.
В феврале 2012 года впервые запись к врачам стала доступна через Интернет на московском портале государственных услуг pgu.mos.ru.
В 2013 году к ЕМИАС были подключены 557 медицинских учреждений, а услугой электронной записи воспользовалось почти 5 миллионов человек. В связи с этим было принято решение установить данную систему во всех медицинских организациях Москвы. Появилась единая служба технической поддержки и была организована клиентская служба поддержки.
В июне 2013 года началось пилотное внедрение «Электронной медицинской карты». Осенью 2014 года такие карты появились во всех московских медицинских учреждениях. В 2016 году их планируется ввести также в школы и детские сады. К 2018 году была запланирован перевод всех москвичей на электронные карты.
В 2014 году началось активное внедрение проекта «Электронный рецепт». В первом квартале 2015 года все поликлиники Москвы стали выписывать своим пациентам такие рецепты. В 2014 году врачами было выписано более 3,7 млн электронных назначений и 85 % из них было обслужено в аптеке. В 2015 году количество выписанных рецептов превысило 10 млн.
После введения электронной регистратуры очереди к врачам-специалистам сократились в 2,5 раза. Проект ЕМИАС стал «Самым масштабным проектом в здравоохранении» по итогам ежегодного всероссийского конкурса «Лучшие 10 ИТ-проектов для госсектора 2013» Минсвязи России и ComNews, а также «Лучшим отраслевым решением» в области медицины по результатам конкурса Global CIO.
В декабре 2014 года запущено мобильное приложения «ЕМИАС.инфо» для iOS, в сентябре 2015 — для Android. С июля 2015 по ноябрь 2018 года существовало аналогичное приложение Правительства Москвы "ЕМИАС Города Москвы" (для iOS, Android и Windows Phone), но его работа была прекращена.
В 2016 году в исследовании PricewaterhouseCoopers «Города, управляемые данными» в области информатизации здравоохранения Москва заняла лидирующую позицию и стала единственным из исследуемых городов, где полностью внедрена единая система управления городскими поликлиниками «ЕМИАС».
В 2018 году Единый радиологический информационный сервис был подключен к ЕМИАС.
В январе 2020 года Электронная медицинская карта стала доступна на веб-портале mos.ru. В июне 2020 года информация из Электронной медкарты стала доступна в мобильном приложении ЕМИАС.
В 2021 году мобильное приложение «ЕМИАС.инфо» вошло в пятерку победителей международной премии eHealthcare Leadership Awards, получив почетный приз в категории «Лучшее платформенно-ориентированное приложение»
В январе 2022 года заместитель мэра столицы по вопросам социального развития Анастасия Ракова сообщила, что за два года использования электронных медицинских карт жители Москвы воспользовались ими более 55 млн раз.